# 1959

## أحداث

### يناير
- 3 يناير - اشتباكات عنيفة بين قوات جيش التحرير الوطني الجزائري والجيش الفرنسي بالقرب من مدينة البرواقية.

### آذار
- قيام تنظيم الضباط الوطنيين بثورة الشواف في العراق في مدينتي الموصل وكركوك ضد حكم الزعيم عبد الكريم قاسم، بقيادة العقيد عبد الوهاب الشواف.
- تأسيس مدينة علي الشرقي التابعة لمحافظة ميسان، العراق

### حزيران
- خروج الدينار العراقي من منطقة الجنيه الاسترليني.

### أغسطس
- 21 أغسطس - هاواي تصبح الولاية الأمريكية رقم 51.

## مواليد

### يناير
- 1 يناير -
  - عنبر سعيد ، لاعب كرة قدم كويتي معتزل .
- 1 يناير - وليد خليفة الجاسم سياسي كويتي.
  - حمد بن جاسم بن جبر آل ثاني، رئيس مجلس الوزراء القطري ووزير الخارجية.
  - عبد الأحد مومند، أول رائد فضاء أفغاني.
  - غزالي عثماني، رئيس سابق لجمهورية جزر القمر.
- 8 يناير - فرانك دارابونت، مخرج ومنتج أفلام أمريكي.
- 9 يناير -
  - ريغوبيرتا مينتشو، سيدة من غواتيمالا حاصلة على جائزة نوبل للسلام لدفاعها عن حقوق الإنسان.
  - مونيكا ستاب، لاعبة كرة قدم ألمانية سابقة ومدربة.
- 10 يناير - بكر الشدي، ممثل سعودي.
- 12 يناير - أحمد عز، رجل أعمال وسياسي مصري.
- 13 يناير - سليم شيبوب، رجل أعمال تونسي.
- 16 يناير - عبد الله الرميثان ، ملحن وأكاديمي كويتي.
  - رامون ماريا كالديري، لاعب كرة قدم إسباني سابق.
  - شادي أدو، مغنية بريطانية من أصل نيجيري
- 19 يناير - مجدي الإبياري، منتج ومؤلف مصري.
- 20 يناير - أوريل تيكليانو، لاعب كرة قدم روماني سابق.
- 22 يناير - أورس ماير، حكم كرة قدم دولي سابق سويسري الجنسية.
- 23 يناير - عبد الله نهاري، داعية وخطيب مغربي.
- 24 يناير - ميشيل برودهوم، مدرب كرة قدم بلجيكي.
- 26 يناير - إروين فاندينبيرغ، لاعب كرة قدم بلجيكي سابق.
- 27 يناير - كيث أولبرمان، إعلامي أمريكي.
- 27 يناير - يوسف السند ، داعية إسلامي كويتي.

### فبراير
- 2 فبراير - ريكاردو غاليغو، لاعب كرة قدم إسباني سابق.
- 5 فبراير - جينيفر غرانهولم، سياسية أمريكية تنتمي للحزب الديمقراطي.
- 7 فبراير - ميك مكارثي، لاعب كرة قدم إيرلندي سابق.
- 9 فبراير - علي بونغو أونديمبا، رئيس الغابون.
- 10 فبراير - فيرناندو تشالانا، لاعب كرة قدم برتغالي سابق.
- 12 فبراير - أحمد النحاس، أحد قيادات جماعة الإخوان المسلمين ورجل أعمال مصري.
- 16 فبراير - جون ماكنرو، لاعب تنس أمريكي سابق.
- 17 فبراير - أرييه درعي، سياسي إسرائيلي.
- 18 فبراير - هالجريمر هيلجاسون، رسام وصحافي وروائي أيسلندي.
- 19 فبراير - أناتولي ديميانينكو، لاعب كرة قدم سوفياتي سابق ومدرب أوكراني حالياً.
- 22 فبراير - سعد الحسيني، عضو مكتب إرشاد جماعة الإخوان المسلمين في مصر.
- 24 فبراير - نيلس يوهان سيمب، لاعب ومدرب كرة قدم نرويجي سابق.
- 24 فبراير - جوديث كولينز، سياسية نيوزيلندية تعمل زعيمة للحزب الوطني النيوزيلندي

### مارس
- 3 مارس -
  - روميو زوندرفان، لاعب كرة قدم هولندي سابق.
  - فاغيز خيدياتولين، لاعب كرة قدم سوفيتي سابق.
- 5 مارس - طلال العيار، نائب سابق في مجلس الأمة الكويتي.
- 6 مارس -
  - فرانسيسكو خوسيه كراسكو، لاعب كرة قدم أسباني سابق.
  - نزار ريان، قائد سياسي في حركة حماس الفلسطسنية.
- 9 مارس - فيرميلهينو، لاعب كرة قدم برتغالي سابق.
- 16 مارس - ينس ستولتنبرغ، سياسي نرويجي.
- 20 مارس - ستيف بوردون، مصارع أمريكي.
- 21 مارس - نوبو أويماتسو، ملحن ياباني.
- 23 مارس - كاثرين كينر، ممثلة أمريكية.
- 27 مارس - سيرجي غوتسمانوف، لاعب كرة قدم سوفييتي وبيلاروسي سابق.
- 28 مارس -
  - أنور محمد قرقاش، وزير الدولة للشؤون الخارجية ووزير الدولة لشؤون المجلس الوطني في الإمارات العربية المتحدة.
  - لورا شينشيلا، أول سيدة تتولى منصب الرئاسة في كوستاريكا.
- 30 مارس -
  - جيرارد بليسيرز، لاعب كرة قدم بلجيكي سابق.
  - صلاح معاطي، كاتب وأديب مصري.

### أبريل
- 2 أبريل -
  - بادو الزاكي، حارس مرمى سابق سابق مغربي.
  - جون لاوريدسن، لاعب كرة قدم دنمركي سابق.
- 6 أبريل - بيترو فييرجوود، لاعب كرة قدم إيطالي سابق.
- 15 أبريل - توماس ف. ويلسن، ممثل أمريكي.
- 17 أبريل - شون بين، ممثل إنجليزي.
- 23 أبريل - إيفون ردلي، صحفية وكاتبة بريطانية.
- 27 أبريل - أندرو فاير، باحث أمريكي حائز على جائزة نوبل في الطب.

### مايو
- 1 مايو - أحمد داود أوغلو، وزير الخارجية التركي.
- 5 مايو -
  - الشابة الزهوانية، مغنية وعازفة جزائرية.
  - برايان ويليامز، محرر نشرة الأخبار في هيئة الإذاعة الوطنية، أمريكي الجنسية
- 10 مايو - أحمد سلامة ممثل مصري.
- 11 مايو - إيون أدريان زاري، لاعب كرة قدم روماني سابق.
- 13 مايو - ميركيا إرميسكو، لاعب كرة قدم روماني سابق.
- 14 مايو - مارسيل كوراس، لاعب كرة قدم روماني سابق.
- 20 مايو - خوان كارلوس ليتيليير، لاعب كرة قدم تشيلي سابق.
- 22 مايو - كينيث بريلي لارسن، لاعب كرة قدم دنماركي سابق.
- 25 مايو - أحمد درويش، وزير التنمية الإدارية المصري.
- 28 مايو - يويتشي وادا، رئيس تنفيذي لشركة سكوير إنكس ياباني الجنسية.
- 30 مايو - غيل إكويم، لاعب كرة قدم فرنسي سابق.

### يونيو
- 11 يونيو - هيو لوري، ممثل إنجليزي.
- 10 يونيو -
  - إليوت سبيتزر، سياسي ديمقراطي أمريكي الجنسية.
  - كارلو أنشيلوتي، لاعب كرة قدم إيطالي سابق، ومدرب كرة قدم حالي.
- 17 يونيو - كازُكي ياو، ممثل أداء صوتي ياباني.
- 22 يونيو - دانييل زويريب، لاعب كرة قدم فرنسي سابق.
- 23 يونيو - نائل الشافعي، مؤسس موسوعة المعرفة مصري الجنسية.
- 24 يونيو - ميشال فرعون، سياسي ورجل أعمال لبناني.

### يوليو
- 4 يوليو - محمد سعود، فنان تشكيلي وناقد فني مغربي.
- 8 يوليو - روبرت نبر، ممثل أمريكي.
- 11 يوليو - ريتشي سامبورا، هو مغني روك وكاتب وعازف روك أمريكي.
- 13 يوليو - إبين موجلين، رئيس المركز القانوني لحرية البرمجيات.
- 19 يوليو -
  - كفن ناش، أمريكي.
  - ماهر عبد الله، إعلامي فلسطيني.
- 21 يوليو - فيكتور تشانوف، لاعب كرة قدم سوفيتي أوكراني سابق.
- 22 يوليو - سعيد صيام، وزير الداخلية الفلسطيني.
- 26 يوليو - كيفين سبيسي، ممثل أمريكي حاصل على جائزتي أوسكار.
- 29 يوليو -
  - سانجاي دوت، ممثل وسياسي هندي.
  - سياك تروست، لاعب كرة قدم هولندي سابق.

### أغسطس
- 3 أغسطس -
  - ديامانتينو ميراندا، لاعب كرة قدم برتغالي سابق.
  - كويتشي تاناكا، كيميائي ياباني.
- 8 أغسطس - موزا المسند، زوجة حمد بن خليفة آل ثاني الأمير السابع لقطر ووالدة تميم بن حمد بن خليفة آل ثاني الأمير الثامن لقطر.
- 10 أغسطس - روزانا أركيت، ممثلة ومخرجة أمريكية.
- 14 أغسطس -
  - ماجيك جونسون، لاعب كرة سلة أمريكي سابق.
  - مارسيا غاي هاردن، ممثلة أمريكية حاصلة على جائزة الأوسكار.
- 20 أغسطس - صلاح الدين سلطان، عالم إسلامي وداعية مصري.
- 24 أغسطس -
  - جان ميشيل رايموند، لاعب كرة قدم فرنسي سابق من أصول جزائرية.
  - ميشيل فالك، لاعب كرة قدم هولندي سابق.
- 29 أغسطس - رامون دياز،لاعب كرة قدم أرجنتيني سابق ومدرب حالي.
- 30 أغسطس - محمد بن نايف بن عبد العزيز آل سعود، وزير الداخلية السعودي.

### سبتمبر
- 9 سبتمبر -
  - إريك سيرا، موسيقي فرنسي.
  - علي بو جسيم، حكم كرة قدم دولي إماراتي سابق.
- 19 سبتمبر - إلهام القرضاوي، حاصلة علي جائزة «أحمد باديب للتفوق العلمي للمرأة العربية» في مجال الفيزياء النووية.
- 21 سبتمبر - أندرزي بونكول، لاعب كرة قدم بولندي سابق.

### أكتوبر
- 1 أكتوبر - ماركوس ألونسو بينا، لاعب كرة قدم إسباني سابق ومدرب حالي.
- 2 أكتوبر - لويس فيرنانديز، لاعب كرة قدم فرنسي سابق ومدير أندية سابق.
- 5 أكتوبر - عواطف سراج الدين، ناشطة مصرية في منظمات ومؤسسات خيرية.
- 7 أكتوبر - سايمون كاول، مقدم برامج ومنتج تلفزيوني ورجل أعمال إنجليزي.
- 10 أكتوبر -
  - جان مارك فيراتغ، لاعب كرة قدم فرنسي سابق.
  - ميشيل كلين، لاعب كرة قدم روماني سابق.
- 15 أكتوبر - ماساكو كاتسكي، ممثلة أداء صوتي يابانية.
- 16 أكتوبر - ضياء الدين فرحات، طبيب ورجل أعمال وأحد قيادات الاخوان المسلمين في مصر.
- 21 أكتوبر - كيفن شيدي، لاعب كرة قدم إيرلندي سابق ومدرب.
- 23 أكتوبر -
  - سام رايمي، مخرج أفلام وبرامج تلفزيونية أمريكي.
  - ويرد أل يانكوفيك، مغني أمريكي.
- 26 أكتوبر - إيفو مورالس، رئيس بوليفيا.
- 28 أكتوبر - توشيو ماسُدا، ملحن ياباني.

### نوفمبر
- 1 نوفمبر -
  - ماجد عبد الله، لاعب كرة قدم سعودي سابق.
  - محسن محي الدين، ممثل مصري.
- 2 نوفمبر - جون أندرسون، لاعب كرة قدم إيرلندي سابق.
- 5 نوفمبر - برايان آدمز، مغني كندي.
- 6 نوفمبر - نوبو توبيتا، مؤدي أصوات ياباني.
  - توشيهيكو ساهاشي، ملحن ياباني.
  - * 12 نوفمبر - خالد بن يحيى، مدرب ولاعب كرة قدم دولي تونسي سابق.
  - بول مكغان، ممثل إنجليزي.
- كريس وودز، لاعب كرة قدم إنجليزي سابق.
- 20 نوفمبر - جمال سليمان، ممثل سوري.
- 23 نوفمبر - أسرار القبندي ، مناضلة وشهيدة كويتية.
  - منير الركراكي، عضو مجلس إرشاد جماعة العدل والإحسان في المغرب.
  - ويم دي كونيك، لاعب كرة قدم بلجيكي سابق.
- 24 نوفمبر - أكيو أوتسكا، ممثل أداء صوتي ياباني.
- 29 نوفمبر - رام ايمانويل، سياسي أمريكي ينتمي للحزب الديمقراطي.

### ديسمبر
- 4 ديسمبر - باول مكغراث، لاعب كرة قدم إيرلندي سابق.
- 6 ديسمبر - ساتورو إواتا، الرئيس الرابع والمدير التنفيذي لشركة نينتندو، ياباني الجنسية.
- 9 ديسمبر - هشام طلعت مصطفى، رجل أعمال مصري.
- 12 ديسمبر - علا رامي، ممثلة وراقصة باليه مصرية.
- 18 ديسمبر - جيل فيسيير، حكم كرة قدم دولي فرنسي الجنسية.
- 22 ديسمبر - بيرند شوستر، مدرب كرة قدم ألماني.
- 24 ديسمبر - أنيل كابور، ممثل هندي.
- 25 ديسمبر - عبد الله بن خليفة آل ثاني، رئيس وزراء قطري سابق.
- 26 ديسمبر - فولفانغ رولف، لاعب كرة قدم ألماني سابق.
- 29 ديسمبر - باتريسيا كلاركسون، ممثلة أمريكية.
- 31 ديسمبر - فال كيلمر، ممثل أمريكي.
- حسام عبد الله الرومي ، سياسي كويتي .

## وفيات

### يناير
- 16 يناير - محمد حامد الفقي، مؤسس جماعة أنصار السنة المحمدية مصري الجنسية.
- 18 يناير - عبد الوهاب محمد عزام، كاتب وشاعر وسياسي مصري.
- 28 يناير - يوسف شبرينتساك، ناشط صهيوني ومتحدث باسم الكنيست الإسرائيلي.

### فبراير
- 3 فبراير  - عمر راسم، رسام وخطاط وصحفي جزائري.
- 15 فبراير - أوين ريتشاردسون، عالم فيزياء بريطاني حائز على جائزة نوبل في الفيزياء.
- 1 فبراير - أحمد لمطروش ، مجاهد جزائري.

### مارس
- 7 مارس - إيتشيرو هاتوياما، سياسي ياباني ورئيس الوزراء لثلاث مرات.
- 12 مارس - الفضيل الورتيلاني، من أعلام الحركة الإسلامية في الجزائر.
- 26 مارس -
  - منصور الشامي الدمنهوري، من قراء القرآن الكريم مصري الجنسية.
  - رايموند تشاندلر، أديب أمريكي.
- 29 مارس -
  - أحمد بن عبد الرزاق حمودة، من شهداء ثورة التحرير في الجزائر.
  - عميروش آيت حمودة، من شهداء ثورة التحرير في الجزائر.

### أبريل
- 9 أبريل - فرانك لويد رايت، أحد المعماريين الرائدين في الولايات المتحدة.
- 23 أبريل - محمد الجواد الجزائري، شاعر وفيلسوف وثائر مجاهد عراقي.
- 26 أبريل - تشارلز رندل مابي، سياسي أمريكي جمهوري.
- 29 أبريل - محمد فهيم الجندي، صناعي مصري.

### مايو
- 1 مايو - كارلوس سافيدرا لاماس، أكاديمي وسياسي أرجنتي حائز على جائزة نوبل للسلام.
- 10 مايو - ليسلي نايتون، مدرب كرة قدم إنجليزي.
- 20 مايو - ألفريد شوتز، فيلسوف نمساوي.
- 24 مايو - جون فوستر دالاس، سياسي أمريكي.

### يونيو
- 5 يونيو - مكرم عبيد، سكرتير حزب الوفد ووزير مالية مصري.
- 9 يونيو - أدولف فينداوس، كيميائي ألماني حائز على جائزة نوبل في الكيمياء.
- 14 يونيو - هارولد ديكسون، سياسي ومؤرخ بريطاني.
- 16 يونيو - فهد السالم الصباح، أحد أبناء حاكم الكويت التاسع سالم المبارك الصباح.
- 18 يونيو - إثيل باريمور، ممثلة أمريكية حائزة على جائزة الأوسكار.
- 20 يونيو - هيتوشي أشيدا، رئيس وزراء اليابان السابع والأربعين.

### يوليو
- 3 يوليو - جوهان بوجير، روائي وكاتب مسرحي نرويجي.
- 17 يوليو - بيلي هوليداي، مغنية جاز أمريكية.
- 24 يوليو - ميخائيل لاسكار، عسكري وجنرال روماني.
- 26 يوليو - عيسات إيدير، مؤسس الاتحاد العام للعمال الجزائريين وأول أمين عام له.

### أغسطس
- 25 أغسطس - نافع داود - ضابط عسكري عراقي تم أعدامه بعد حركة الشواف.
- 29 أغسطس - زيزة مسيكة، شهيدة جزائرية.

### سبتمبر
- 13 سبتمبر - محمد القزلجي - رجل دين إسلامي عراقي.
- 20 سبتمبر - رفعت الحاج سري، أحد أعضاء تنظيم الضباط الوطنيين في العراق.

### أكتوبر
- 1959 - كامل كيلاني، كاتب وأديب مصري، رائد أدب الطفل في العالم العربي.
- 16 أكتوبر - جورج مارشال، واضع مشروع مارشال لإعادة إعمار أوروبا بعد الحرب العالمية الثانية وحائز على جائزة نوبل للسلام.
- 21 أكتوبر - محمد بن تركية، مسرحي تونسي.

### نوفمبر
- 2 نوفمبر - إبراهيم عبد الغني الدروبي، كاتب ومؤرخ وخطاط عراقي.
- 5 نوفمبر - باول غالفين، أحد مؤسسي شركة موتورولا أمريكي الجنسية.
- 6 نوفمبر - خوسي لوريل، سياسي ورئيس فلبيني.
- 15 نوفمبر - تشارلز ويلسون، عالم فيزياء اسكتلندي وحاصل على جائزة نوبل في الفيزياء.
- 18 نوفمبر - آرثر كيو. براين، ممثل أصوات وكوميدي أمريكي.
- 23 نوفمبر - أسرار القبندي ، مناضلة وشهيدة كويتية .

### ديسمبر
- 9 ديسمبر - كورت هيلد، كاتب يهودي ألماني.
- 21 ديسمبر - روزانجين، خطاط ياباني.

## نال جائزة نوبل
- في الفيزياء - الأمريكيان إميليو سيغري وأوين تشمبرلين.
- في الكيمياء - التشيكوسلوفاكي ياروسلاف هايروفسكي.
- في الطب - الأمريكيان سيفيرو أوتشوا وأرتور كورنبرغ.
- في الأدب - الإيطالي سالفاتوري كوازيمودو.
- في السلام - البريطاني فيليب نويل بيكر.